# Мюллер, Антон

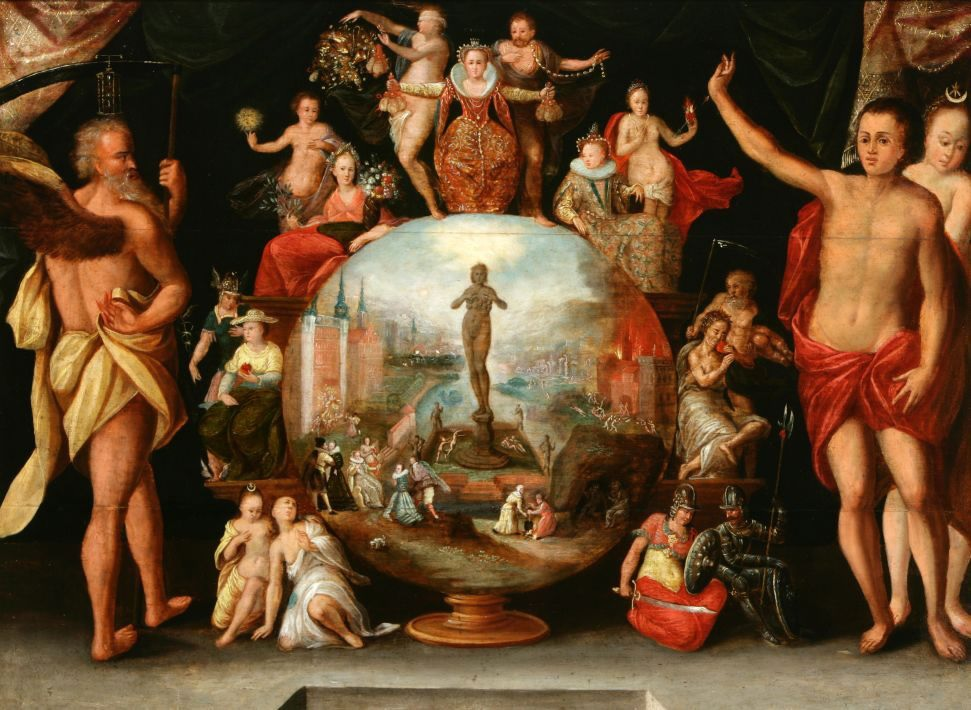
Модель мира и данцигского общества

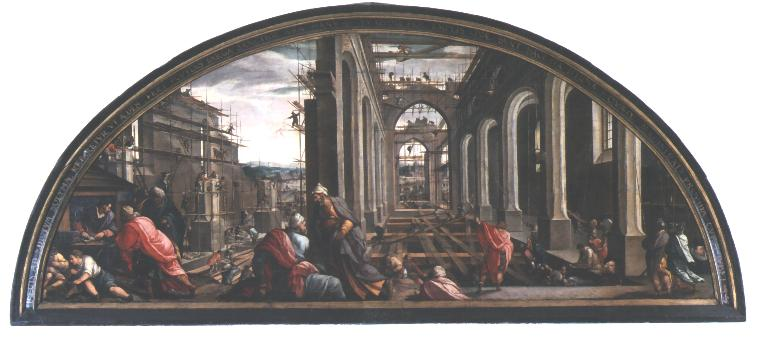
Воздвижение Храма

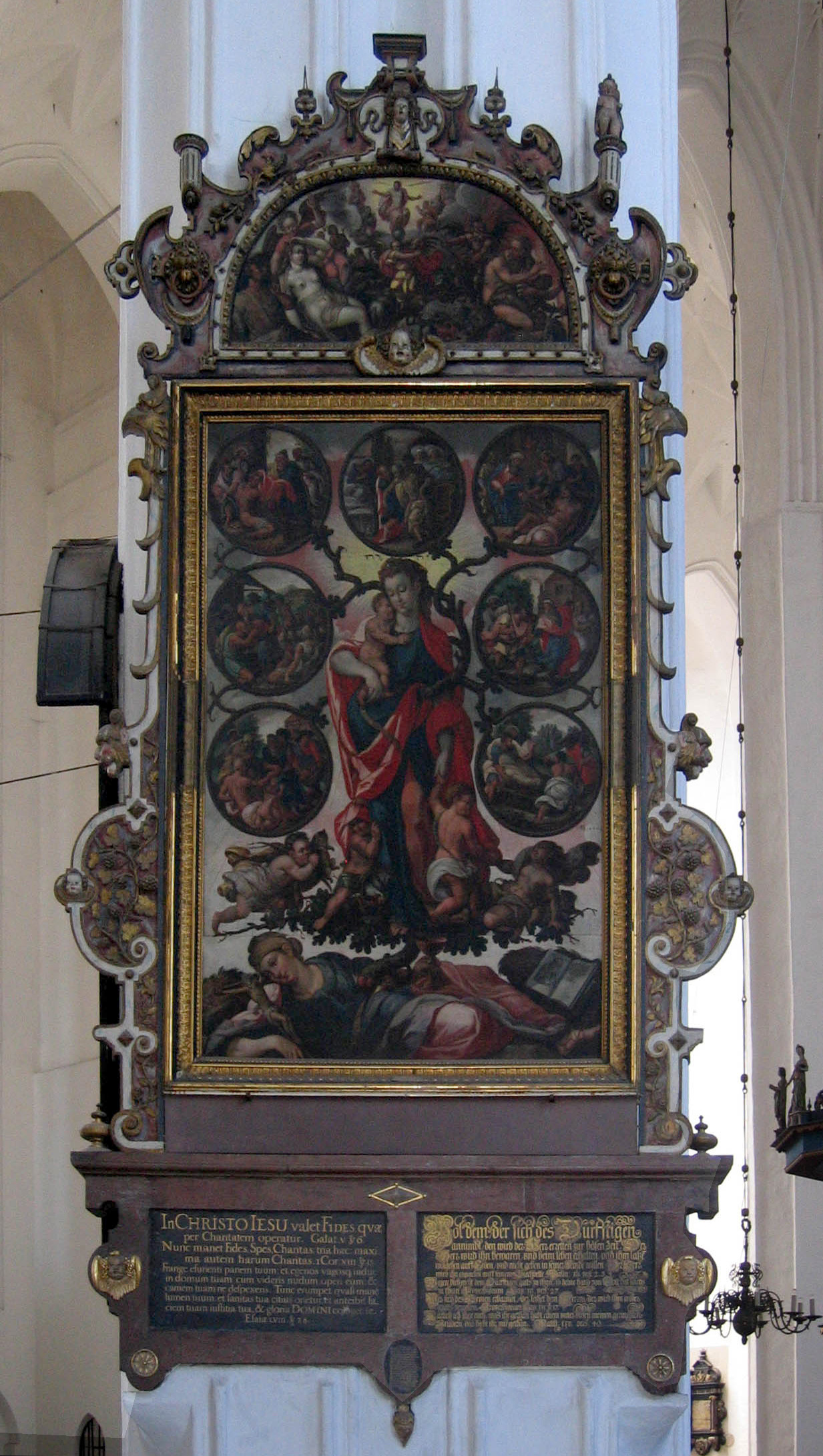
Almosentafel

Антон Мёллер (или Мюллер, нем. Anton Möller; около 1563, Кёнигсберг — январь 1611, Данциг) — художник из Данцига, автор картин на аллегорические и библейские темы, портретист.

## Биография
А. Мёллер был сыном придворного медика и парикмахера прусского герцога Альбрехта. С 22 апреля 1578 года пятнадцатилетний юноша начал своё семилетнее обучение искусству художника в Праге при дворе императора Рудольфа II. Художественное творчество начал с копирования гравюр великого немецкого живописца и графика Альбрехта Дюрера, в том числе всех 36 листов его гравюр на дереве «Kleinen Passion (Holzschnitte)»; но позже создал свой собственный стиль. В эти годы А. Мёллер активно работал для императора.
Есть предположение, что тогда же, в 1585—1587 годы, он ездил в Италию (в частности, в Венецию), а по возвращении оттуда в Голландию, посетив Антверпен и Амстердам.
С 1587 года проживал в Данциге. В следующем году создал пять небольших картин для лавы присяжных двора Артус в Данциге; до настоящего времени сохранилась только одна из них — «Аллегория Правосудия» (Allegorie der Gerechtigkeit). В 1601—1602 годы по заказу местных властей им были созданы 4 картины для одного из залов главной городской ратуши, из которых сохранилось две: Der Zinsgroschen и «Воздвижение Храма» (Die Errichtung des Tempels); а в 1603 году он создал свою лучшую работу «Страшный суд» (Jüngstes Gericht) для Двора Артуса. В Торуни им украшен потолок Старой ратуши серией из 12 картин (ратуша была разрушена в 1703). Для церкви Святой Марии в Гданьске им написана картина Almosentafel (1607), а для костела св. Екатерины — картины главного алтаря Abendmahl, Kreuzingung и Jüngstes Gericht.
А. Мёллер отличался точным и острым наблюдением и, как результат, подлинным реализмом представленных в его картинах сцен. Кроме картин на религиозную тематику, он часто писал портреты (например, Porträt einer jungen Danziger Patrizierin 1598 года) и жанровые сцены.
Он является также автором серии рисунков для гравюр с изображением одежд гданьских женщин Jugendliche Frau.
А. Мёллер умер в возрасте 48 лет. Его могила находится в костёле св. Троицы в Гданьске.

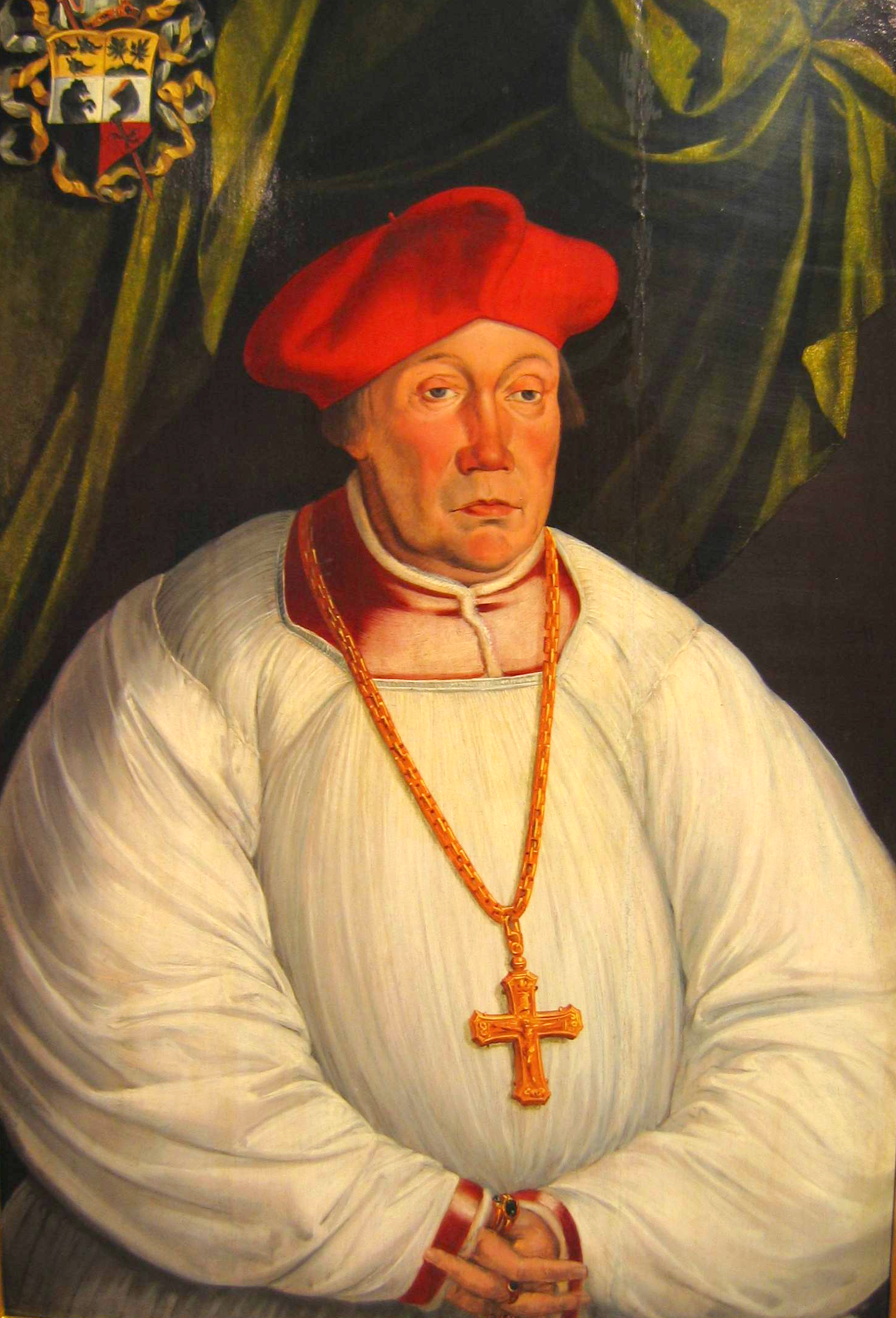
Портрет Мауриция Фербера

## Работы
- Триптих: Jüngstes Gericht,  Auferstehung  und  Höllensturz  (1585—1587)
- Allegorie der Gerechtigkeit (1588)
- Porträt einer jungen Danziger Patrizierin (1598)
- Триптих: Allegorie Modell der Welt und der Danziger Gesellschaft, Allegorie des Reichtums , Allegorie des Hochmuts (1600)
- Der Zinsgroschen (1601)
- Die Errichtung des Tempels (1602)
- Jüngstes Gericht (1603)
- Almosentafel (1607)
- Allegorie des Kampfes des christlichen Tugendritters mit den Todsünden
- Jugendliche Frau (1608)
- Meeresgöttin
- Weibliches Bildnis
- Jüngstes Gericht (1600)
- Bartolomäus Schachmann (Bürgermeister von Danzig) (1605)
- Verleumdung des Apello (1588)
- Allegorie «IN MORS ULTIMA LINEA RERUM (Der Tod steht am Ende aller Dinge)»
- Hofgesellschaft m. d. Burg Christburg im Hintergrund (1587)